# Cola acuminata
Cola acuminata (P.Beauv.) Schott & Endl. è una pianta sempreverde appartenente  alla famiglia delle Sterculiaceae, originaria delle foreste tropicali dell'Africa occidentale.

## Descrizione
È un albero alto 10–15 m, ha foglie acuminate, fiori raggruppati in infiorescenze a racemo, costituite da fiori maschili, fiori femminili e fiori ermafroditi.
Il frutto è costituito da 2-6 follicoli che racchiudono i semi a tegumento carnoso

## Usi

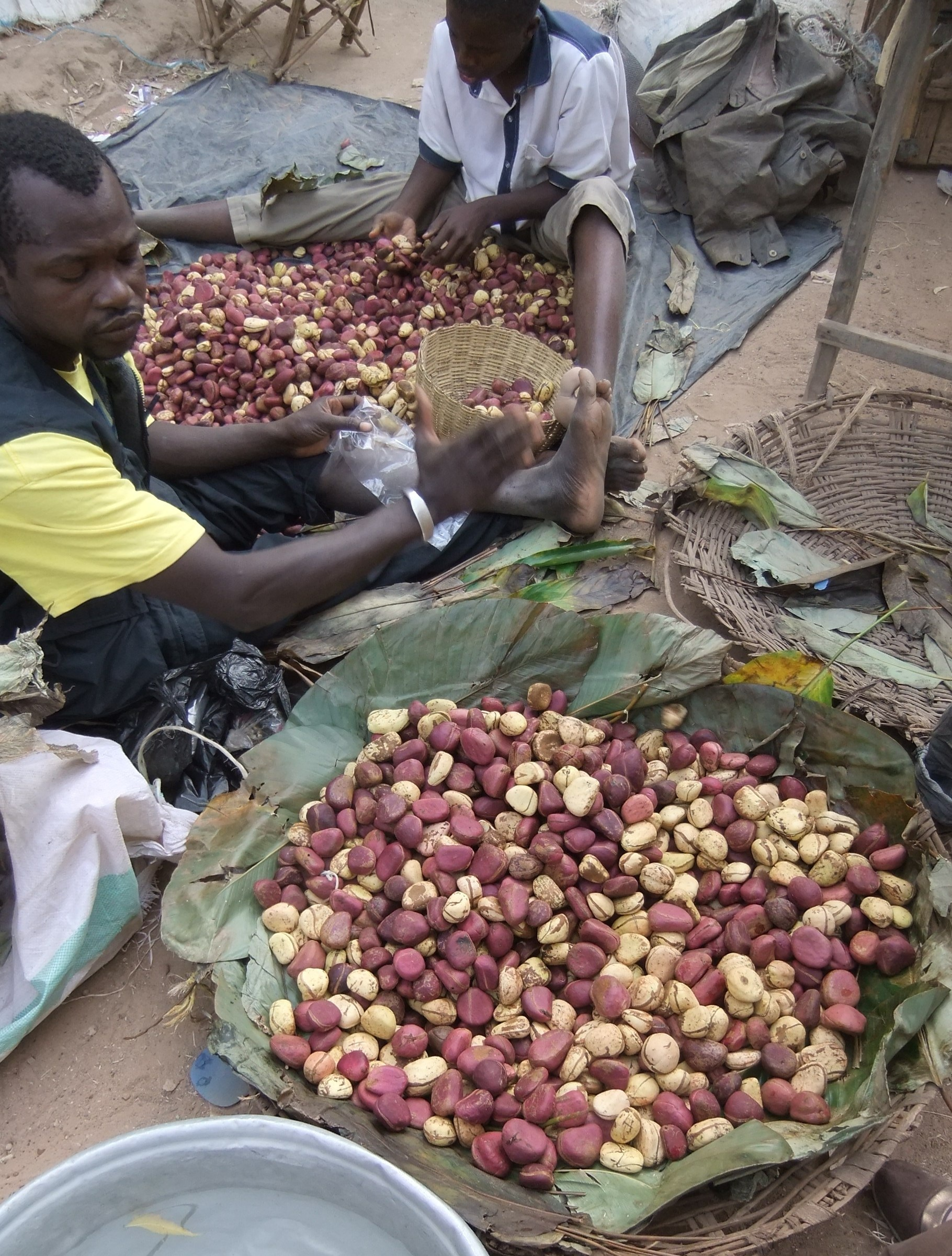
Venditori di noci di cola nel Mali

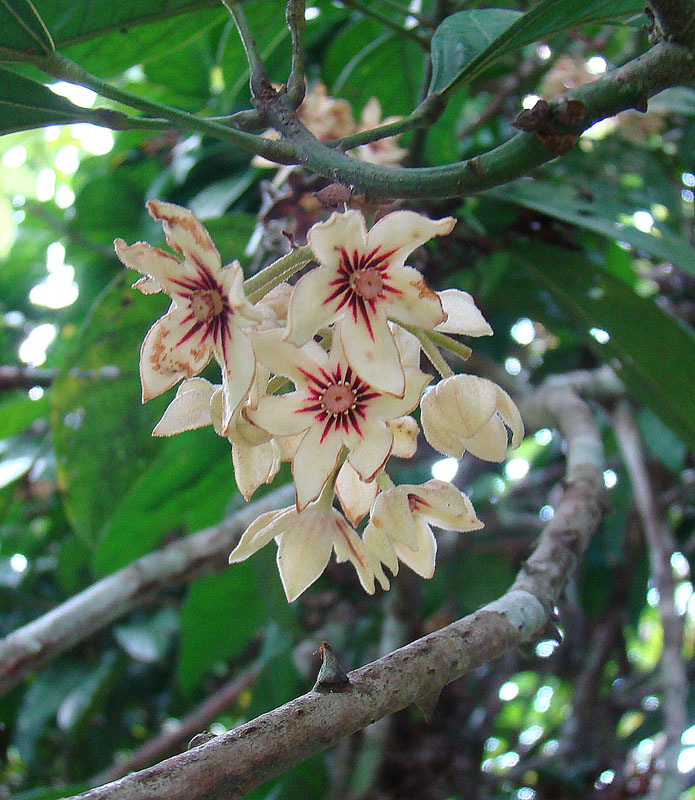
Fiori e foglie di Cola acuminata

Le noci di cola (i cotiledoni dei semi), dal contenuto elevato di caffeina e polifenoli come catecolo, epicatecolo, proantocianidoli, vengono utilizzate come aromatico nelle bibite a base di cola, tra cui la Coca-Cola, in bevande alcoliche, in erboristeria come fonte di caffeina. Non trova impiego in farmacia se non nella formulazione di nutraceutici.
Le sostanze contenute nelle noci sono stimolanti del sistema nervoso centrale. I popoli africani masticano la polpa delle noci fresche per ottenere un effetto eccitante ed energetico.